# Karun Chandhok
Karun Chandhok, né le 19 janvier 1984 à Chennai, est un pilote automobile indien. Il participe à 11 Grands Prix de Formule 1 entre 2010 et 2011, ainsi qu'à quatre reprises aux 24 Heures du Mans, pour la première fois en 2012.
Karun Chandhok, fils d'un ancien pilote de rallye, commence la compétition automobile en 2000. Sacré champion dès sa première année en Formula Maruti, il remporte le championnat d'Asie de Formule 2000 l'année suivante et s'exile ensuite au Royaume-Uni, où il rejoint le Championnat de Grande-Bretagne de Formule 3. Après quelques résultats intéressants, il participe à la saison inaugurale des Formula Renault 3.5 Series en 2005 mais ne marque aucun point.
Après cette déception, Chandhok retrouve les sommets avec le titre en Formula V6 Asia en 2006. Chandhok rejoint les GP2 Series, antichambre de la Formule 1, l'année suivante et décroche sa première victoire. De nouveau vainqueur en 2008, Chandhok est distancé par ses rivaux en 2009. Malgré ces résultats compliqués, Chanhdok parvient à signer avec Hispania en Formule 1 pour la saison 2010. Au volant d'une monoplace très peu véloce, Chandhok ne parvient pas à se distinguer et est même remplacé à mi-saison. L'année suivante, Chandhok rejoint le Team Lotus en tant que pilote essayeur. Il fait une pige en tant que titulaire au Grand Prix d'Allemagne, mais elle reste sans lendemain.
En 2012, voyant son avenir bouché en Formule 1, Karun Chandhok rejoint le Championnat du monde d'endurance FIA, dans la catégorie LMP1. Dixième, il rejoint les FIA GT Series, championnat de Grand Tourisme. Treizième, il revient en endurance, dans la catégorie LMP2, participer à quelques courses. En 2014, il revient en monoplace, participer au Championnat de Formule E FIA. En 2015, il roule en Formule E et aux 24 Heures du Mans.

## Biographie

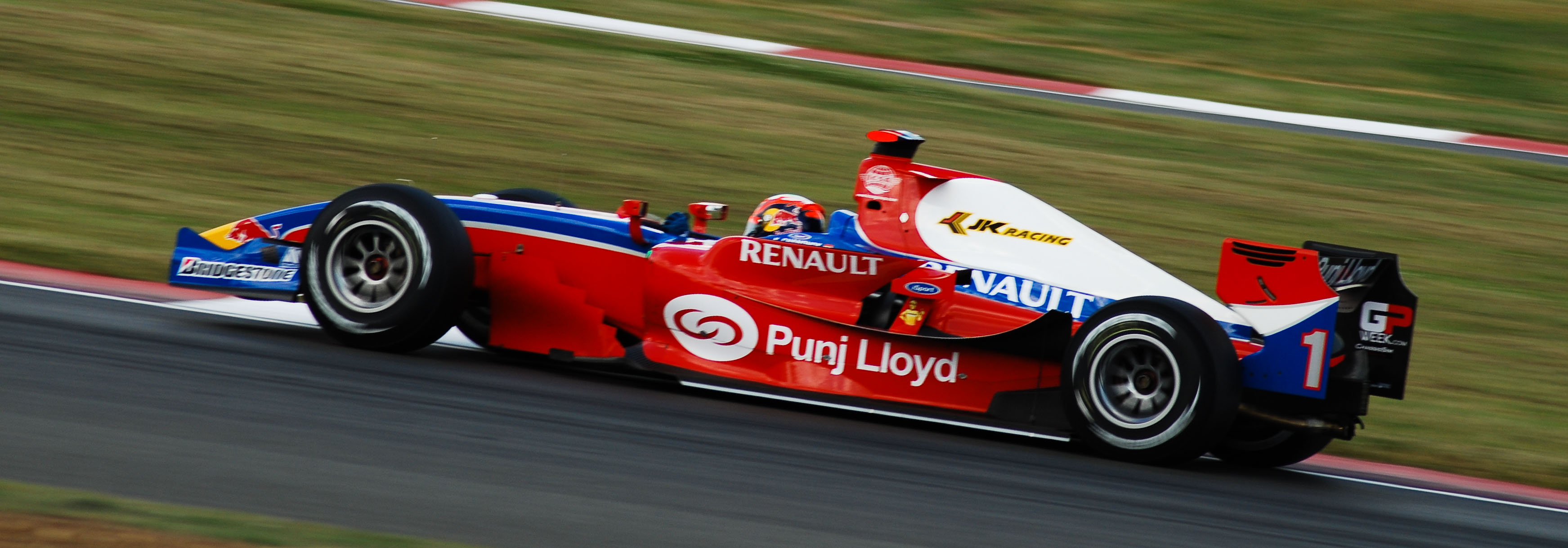
Karun Chandhok en GP2 Series, en 2008

Il participe au World Series by Nissan 2004, à la saison 2005-2006 du A1 Grand Prix et à la Formula V6 Asia by Renault en 2006.
Il est présent depuis 2007 dans les championnats de GP2 Series et GP2 Asia Series et a effectué en fin d'année ses débuts en Formule 1 à l'occasion d'une séance d'essais privés à Barcelone pour le compte du Red Bull Racing.
Le 4 mars 2010, Karun Chandhok est confirmé par l'écurie Hispania Racing F1 Team  pour participer au championnat du monde de Formule 1, comme coéquipier du brésilien Bruno Senna. Il ne prend le départ que de dix Grands Prix puis est remplacé par Sakon Yamamoto,,,. Il se classe vingt-deuxième du championnat du monde, sans avoir inscrit de point.
Il est pilote-essayeur pour l'écurie Team Lotus pour la saison 2011 de Formule 1 mais participe au Grand Prix d'Allemagne 2011 où il remplace Jarno Trulli,. Qualifié en vingt-et-unième position sur la grille de départ, il finit la course vingtième et dernier à quatre tours du vainqueur Lewis Hamilton.
Il est engagé en 2012 par JRM Racing pour le WEC et pour les 24 Heures du Mans 2012. Il continue les années suivantes à courir en endurance dans la catégorie LMP2 avec Murphy Motorsports, avec plus ou moins de succès.
En 2014, Karun Chandhok est engagé en Formule E au sein de l'écurie indienne Mahindra Racing. Lors de la première course, il termine cinquième. Il termine finalement 17e du championnat Pilotes, avec 18 points, tous acquis dans les deux premières courses ; il quitte Mahindra à la fin de la saison.
Il est depuis commentateur sportif pour Channel 4 et devient « Pilote Héritage » en 2016, de Williams F1 Team, en ayant pour rôle d'effectuer des démonstrations publiques au volant d'anciennes Williams et de conseiller les acquéreurs d'anciennes monoplaces de l'équipe.

## Palmarès
- Formula Maruti en 2000
- Formula 2000 Asia en 2003
- Vainqueur du Formula V6 Asia by Renault en 2006

## Résultats en GP2 Series

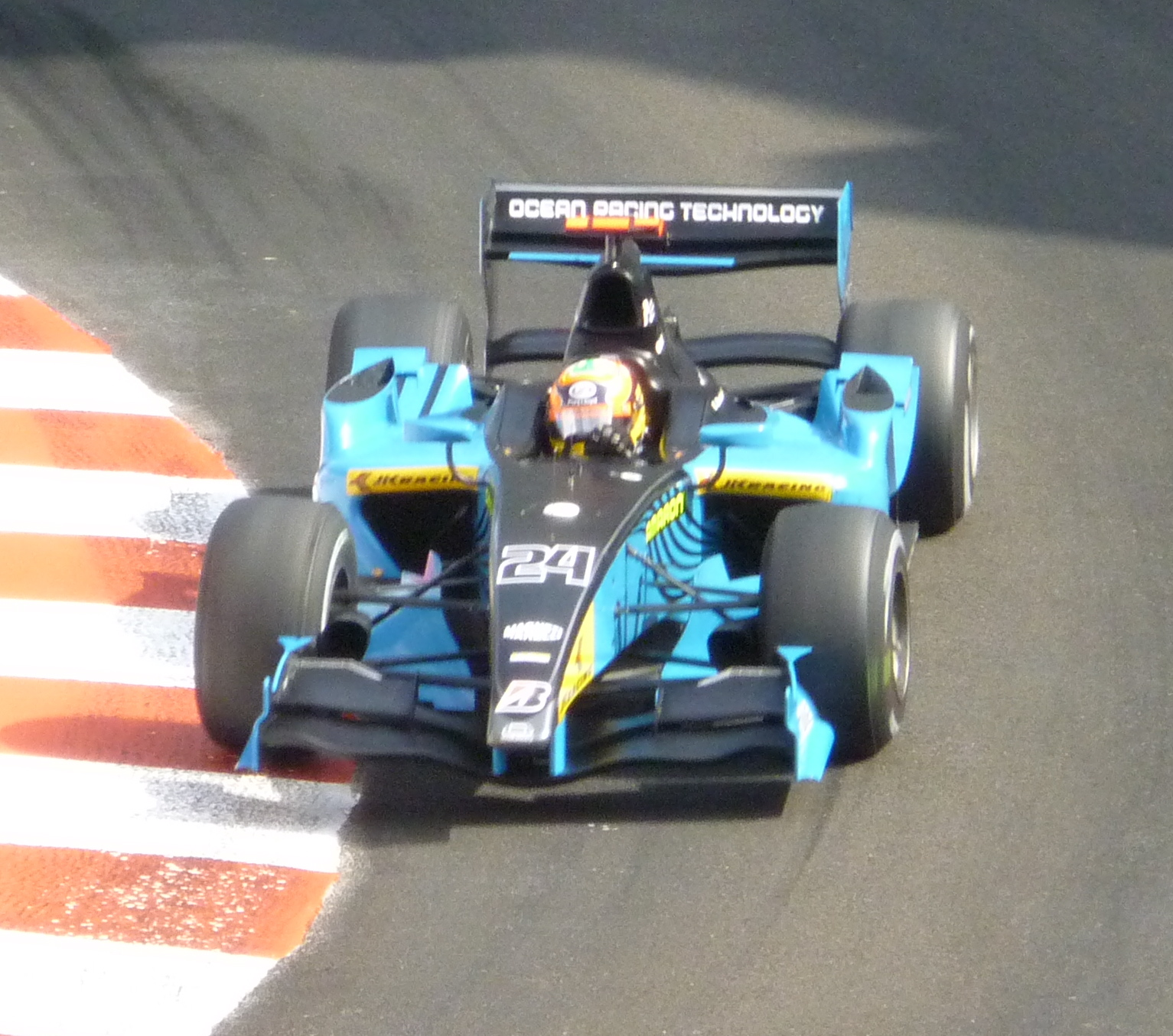
Karun Chandhok en GP2 à Monaco en 2009

| Saisons | Écuries                 | Courses disputées | Podiums | Pole positions | Victoires | Points inscrits | Classement |
| ------- | ----------------------- | ----------------- | ------- | -------------- | --------- | --------------- | ---------- |
| 2007    | Durango                 | 21                | 1       | 0              | 1         | 19              | 15e        |
| 2008    | iSport International    | 20                | 3       | 1              | 1         | 31              | 10e        |
| 2009    | Ocean Racing Technology | 20                | 1       | 0              | 1         | 10              | 18e        |

## Résultats en GP2 Asia Series
| Saisons | Écuries                 | Courses disputées | Podiums | Pole positions | Victoires | Points inscrits | Classement |
| ------- | ----------------------- | ----------------- | ------- | -------------- | --------- | --------------- | ---------- |
| 2008    | iSport International    | 10                | 0       | 0              | 0         | 7               | 13e        |
| 2009    | Ocean Racing Technology | 2                 | 0       | 0              | 0         | 0               | 26e        |

## Résultats en championnat du monde de Formule 1

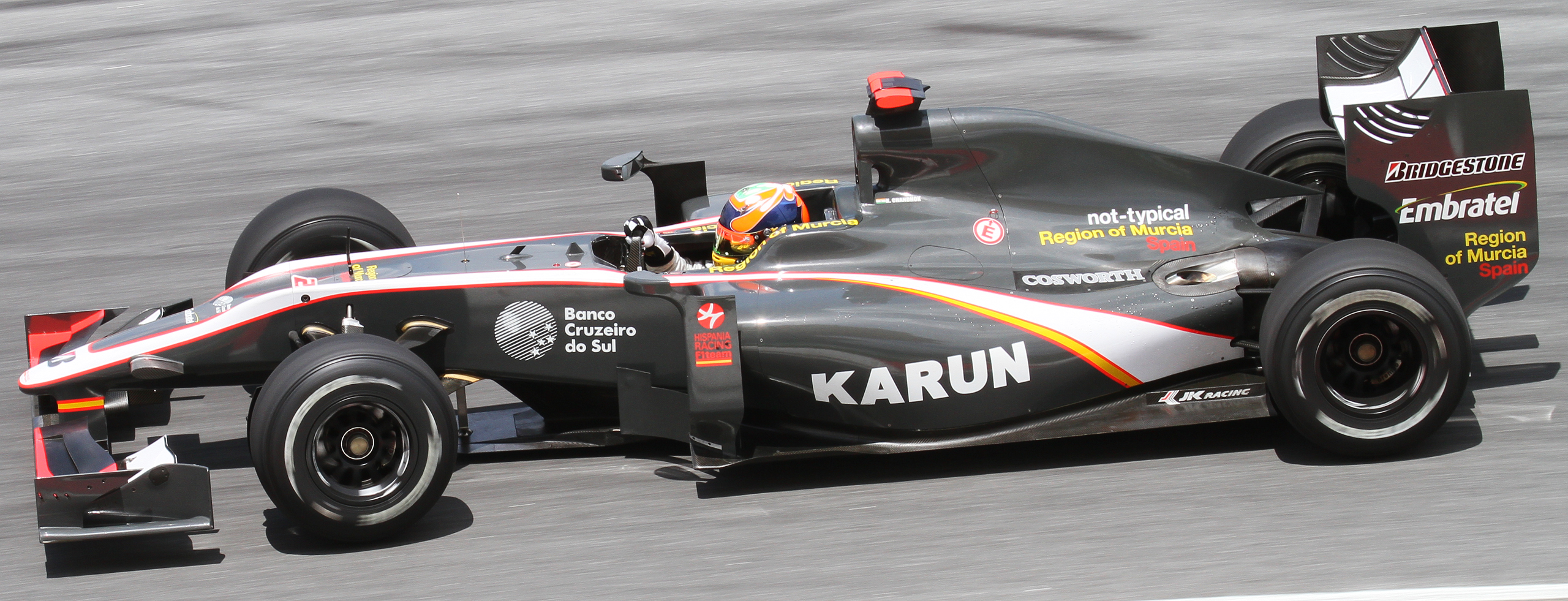
Karun Chandhok au GP de Malaisie 2010 sur HRT F110

| Saisons | Écuries                 | Châssis | Moteurs     | Pneus       | GP disputés | Abandons | Points inscrits | Classement |
| ------- | ----------------------- | ------- | ----------- | ----------- | ----------- | -------- | --------------- | ---------- |
| 2010    | Hispania Racing F1 Team | F110    | Cosworth V8 | Bridgestone | 10          | 4        | 0               | 22e        |
| 2011    | Team Lotus              | T128    | Renault V8  | Pirelli     | 1           | 0        | 0               | 28e        |

| 2010          | Hispania Racing F1 Team | Hispania F110 | Cosworth CA2010 2.4 V8 | BHR Abd. | AUS 14 | MAL 15 | CHN 17 | ESP Abd. | MON 14 | TUR 20 | CAN 18 | EUR 18 | GBR 19 | GER | HUN    | BEL    | ITA | SIN    | JPN    | KOR    | BRA | ABU | 22e | 0 |
| 2011          | Team Lotus              | Lotus T128    | Renault RS27 2.4 V8    | AUS TD   | MAL    | CHN    | TUR TD | ESP      | MON    | CAN    | EUR TD | GBR TD | GER 20 | HUN | BEL TD | ITA TD | SIN | JPN TD | KOR TD | IND TD | ABU | BRA | 28e | 0 |
| Légende : ici |                         |               |                        |          |        |        |        |          |        |        |        |        |        |     |        |        |     |        |        |        |     |     |     |   |

## Résultats aux 24 Heures du Mans
| Année | Voiture        | Équipe               | Équipiers                            | Résultat |
| ----- | -------------- | -------------------- | ------------------------------------ | -------- |
| 2012  | HPD ARX-03a    | JRM Racing           | David Brabham / Peter Dumbreck       | 6e       |
| 2013  | Oreca 03       | Murphy Prototypes    | Mark Patterson / Brendon Hartley     | 12e      |
| 2014  | Oreca 03       | Murphy Prototypes    | Nathanaël Berthon / Rodolfo González | Ab.      |
| 2015  | Oreca 03       | Murphy Prototypes    | Nathanaël Berthon / Mark Patterson   | 13e      |
| 2017  | Ligier JS P217 | Tockwith Motorsports | Philip Hanson / Nigel Moore          | 11e      |

## Résultats en championnat du monde de Formule E
| Saisons                                | Écuries                        | Châssis | Moteurs | Pneus | GP disputés | Abandons | Points inscrits | Classement |
| -------------------------------------- | ------------------------------ | ------- | ------- | ----- | ----------- | -------- | --------------- | ---------- |
| Championnat de Formule E FIA 2014-2015 | Mahindra Racing Formule E Team | -       | -       | -     | 11          | 1        | 18              | 17e        |